# Stangenzirkel

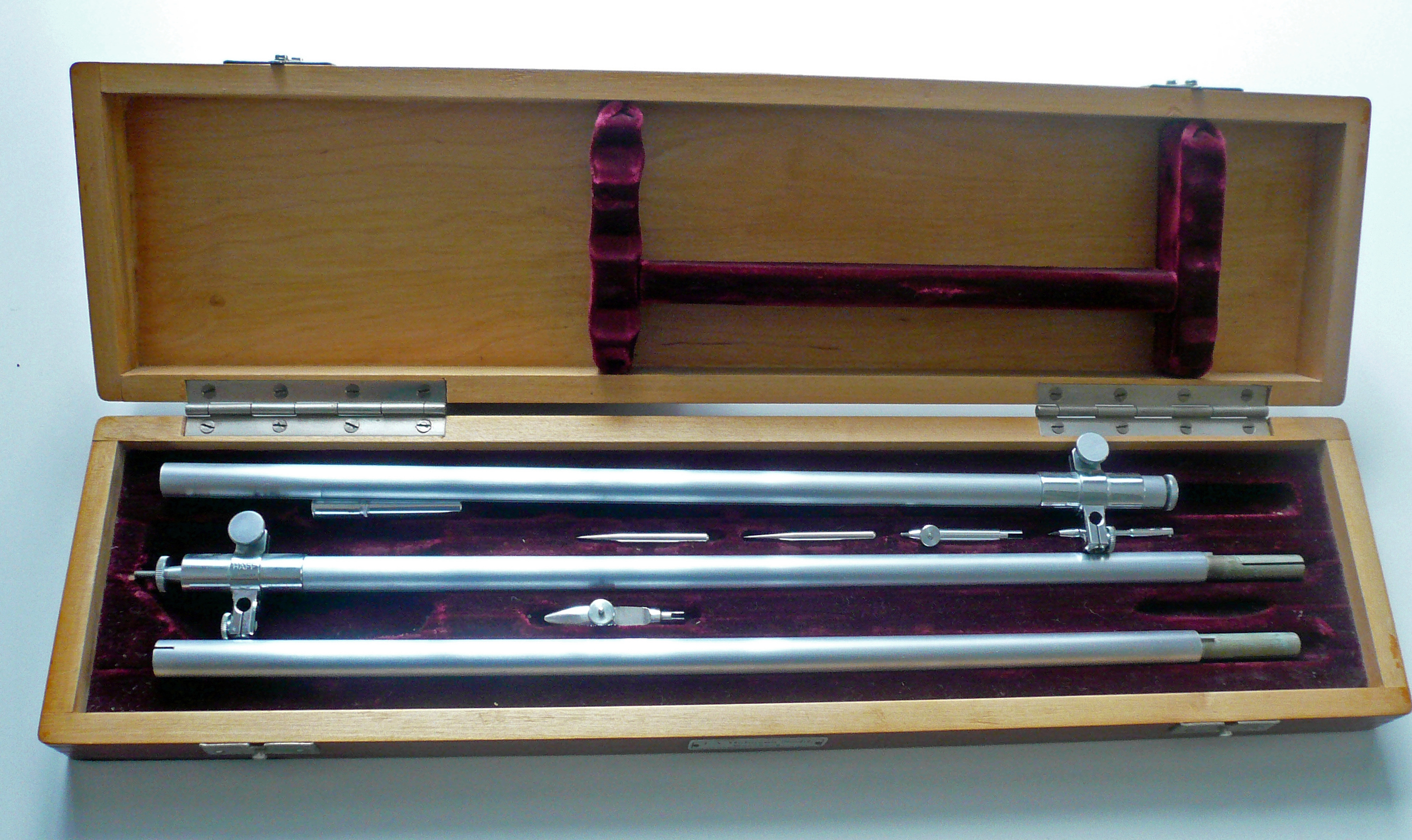
Ein Stangenzirkel

Ein Stangenzirkel ist ein Zeichengerät. Der Zirkel dient zum Übertragen größerer Maße und zum Anreißen großer Kreise. 
Er besteht aus einer mit einer Maßeinteilung versehenen Profilstange und zwei darauf verschiebbaren Reitern (auch Läufer genannt) mit je einer Aufnahmebohrung, in die je nach Anwendung Nadel-, Blei- oder Reißfederspitzen eingesetzt werden können.
Stangenzirkel werden für Radien von bis zu mehr als zwei Metern gebaut.